# Stanisław Pomian Wolski
Stanisław Pomian Wolski (ur. 8 kwietnia 1859 w Warszawie, zm. 2 maja 1894 tamże) – polski malarz.

## Życiorys
Urodził się w rodzinie posiadaczy ziemskich. Studia malarskie rozpoczął w Warszawskiej Klasie Rysunkowej pod kierunkiem Wojciecha Gersona i kontynuował w Krakowskiej Akademii Sztuk Pięknych pod kierunkiem Jana Matejki.
Dzięki uzyskanemu stypendium rozpoczął od 21 listopada 1881 studia w Monachijskiej Akademii Sztuk Pięknych oraz prywatnie u Józefa Brandta. Po studiach pozostał początkowo w Monachium i z powodzeniem zajął się malarstwem historycznym i batalistycznym. Malował też sceny rodzajowe.
W roku 1886 powrócił do Warszawy i rozpoczął współpracę z „Tygodnikiem Ilustrowanym”.
Zmarł w wieku 35 lat.

Prace Stanisław Wolskiego drukowane w Tygodniku Ilustrowanym.
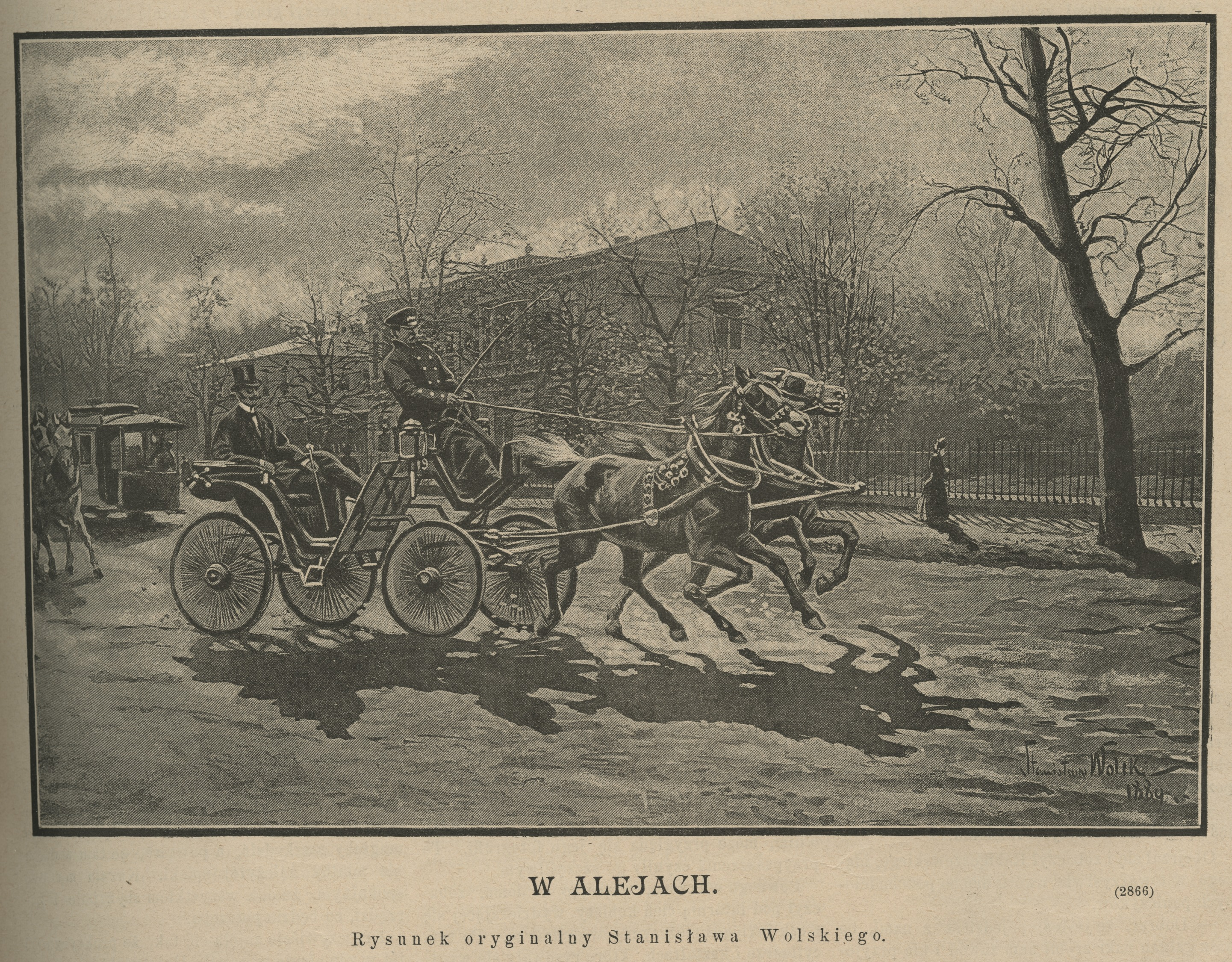
W Alejach Ujazdowskich. Tygodnik Illustrowany 1889 rok.
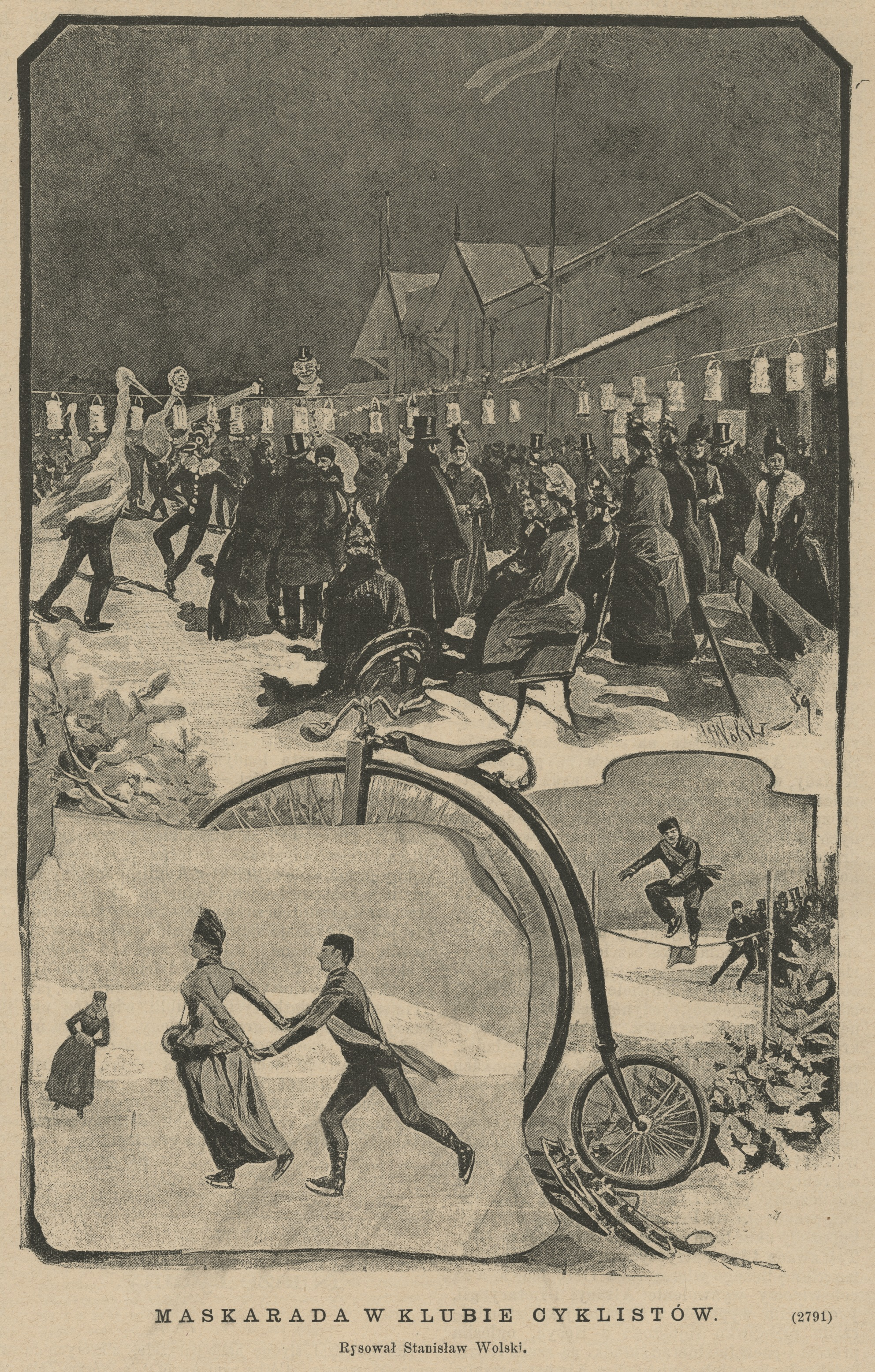
Maskarada w klubie cyklistów. Tygodnik Illustrowany 1889 rok.
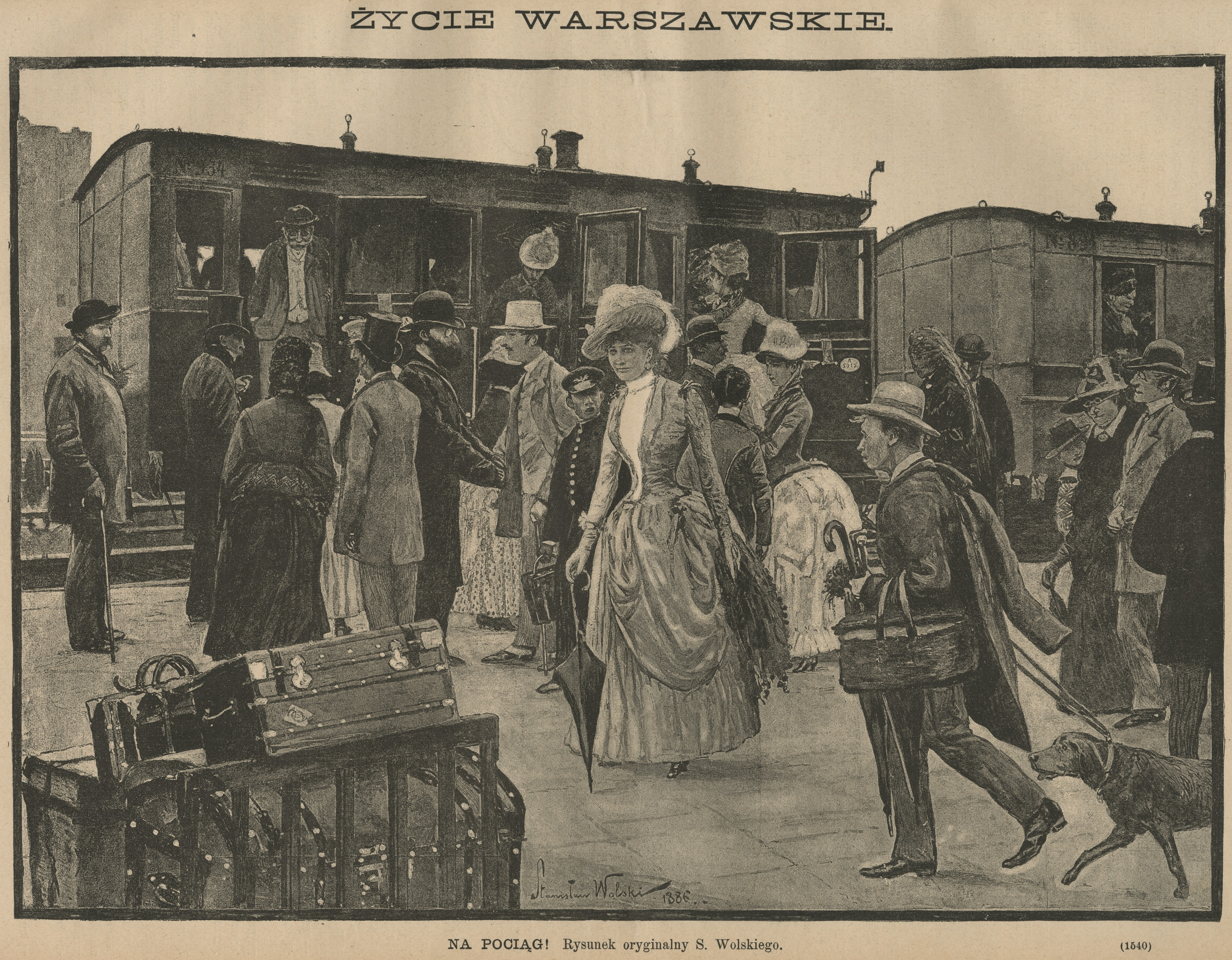
Życie warszawskie - Na pociąg! Tygodnik Illustrowany 1886 rok.
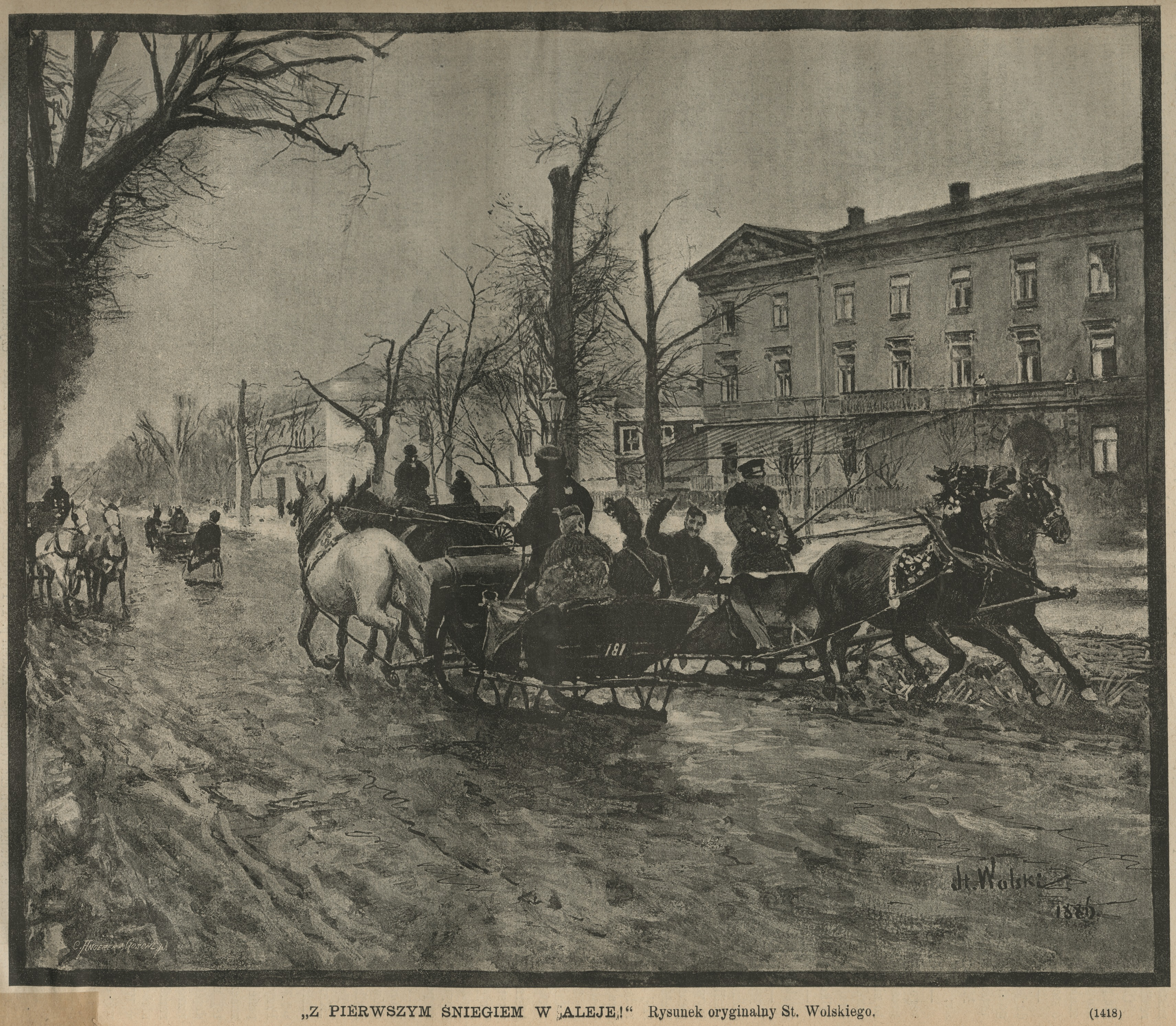
Z pierwszym śniegiem w aleje. Tygodnik Illustrowany 1886 rok.
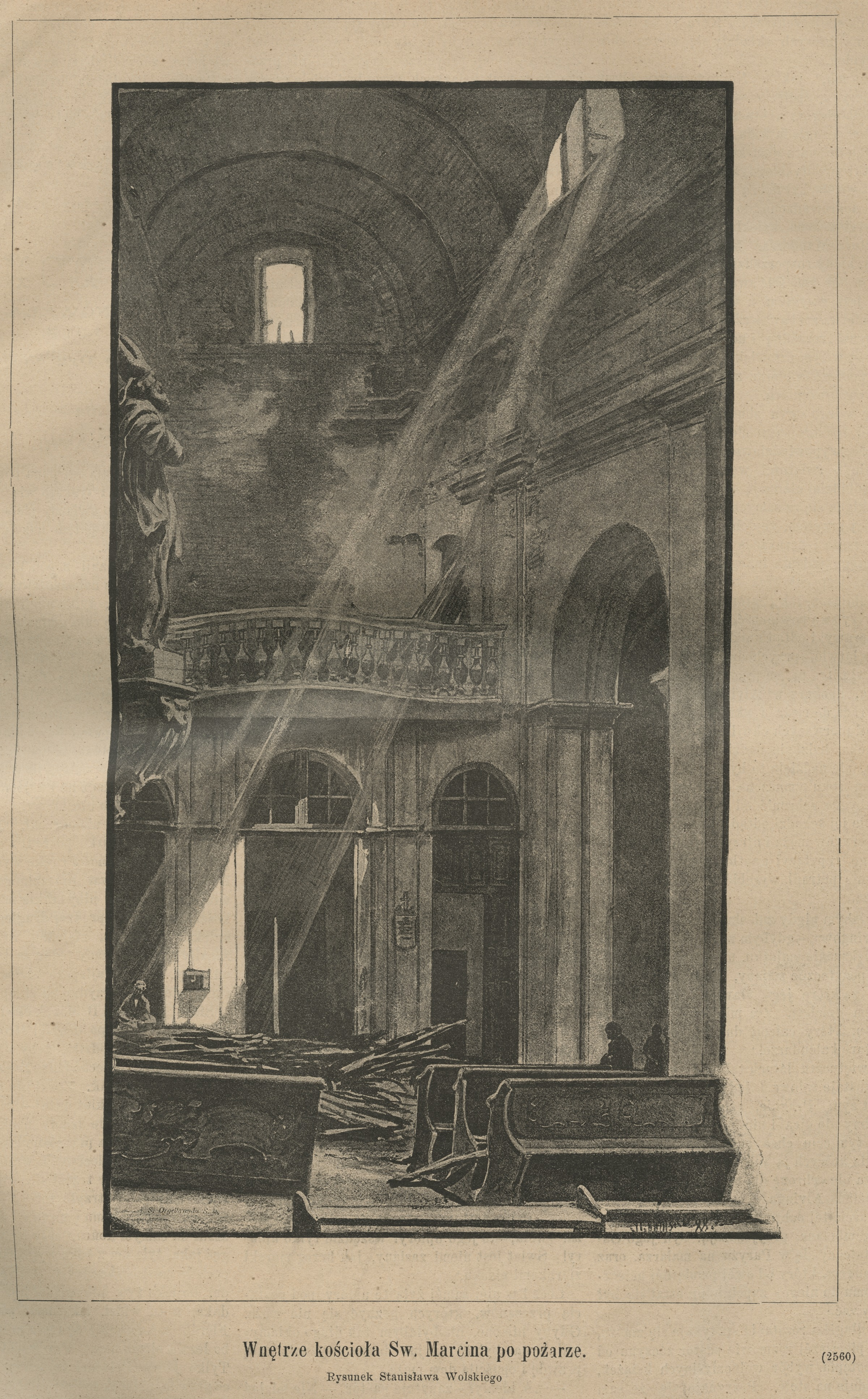
Wnętrze kościoła św. Marcina po pożarze. Tygodnik Illustrowany. 1888 rok.
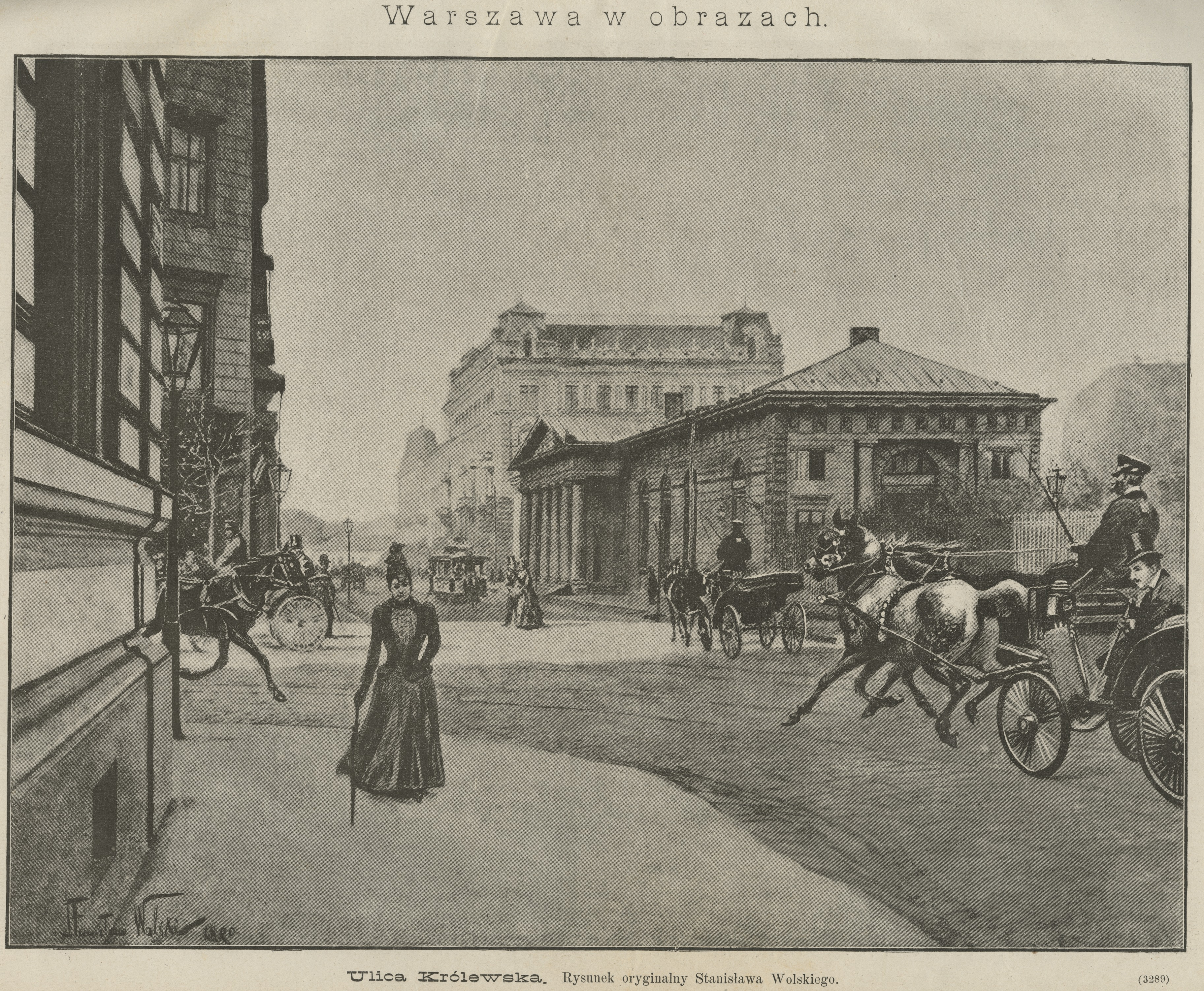
Warszawa w obrazach - Ulica Królewska. Tygodnik Illustrowany 1890 rok.
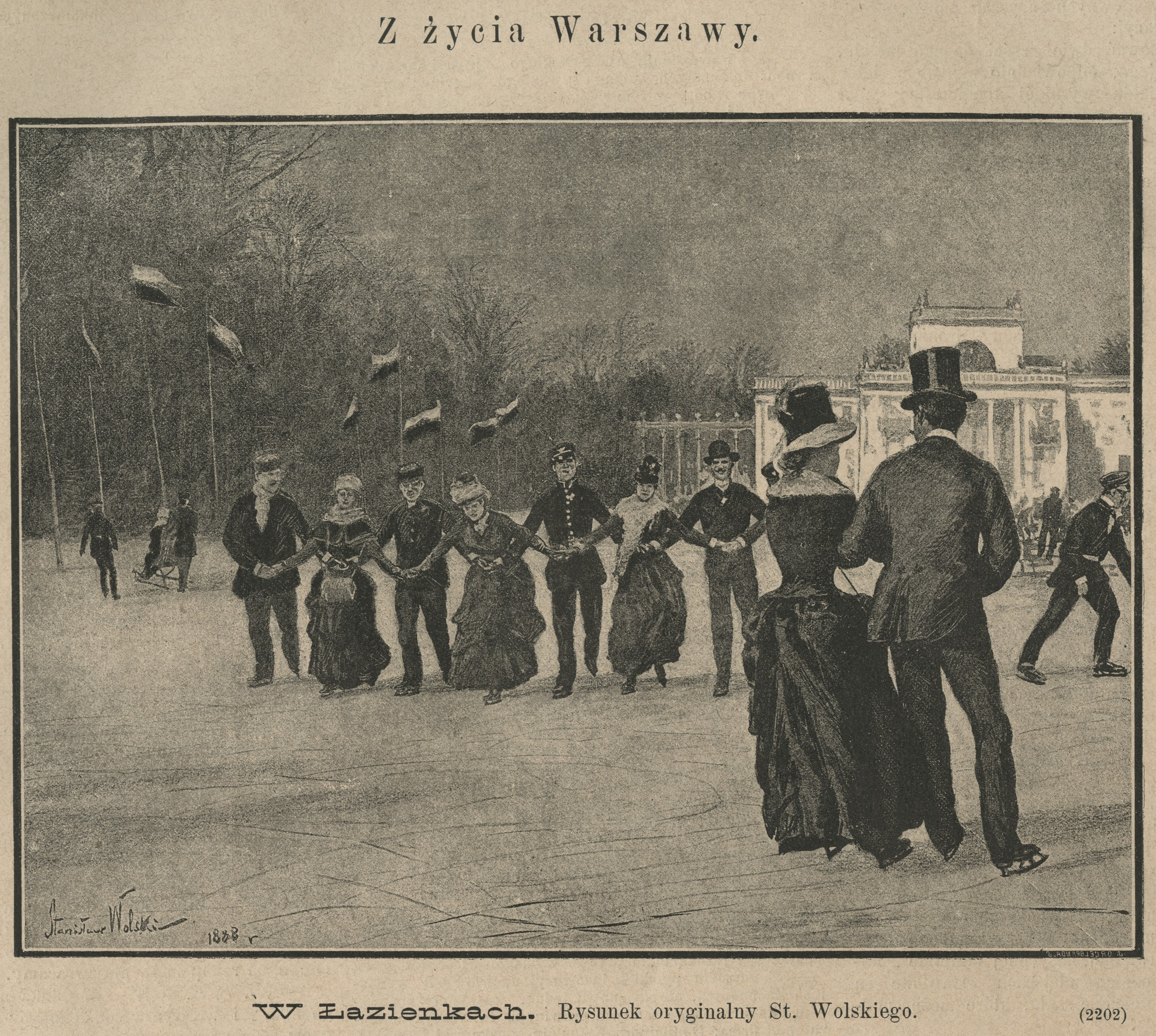
W Łazienkach Królewskich w Warszawie. Tygodnik Illustrowany 1888 rok.
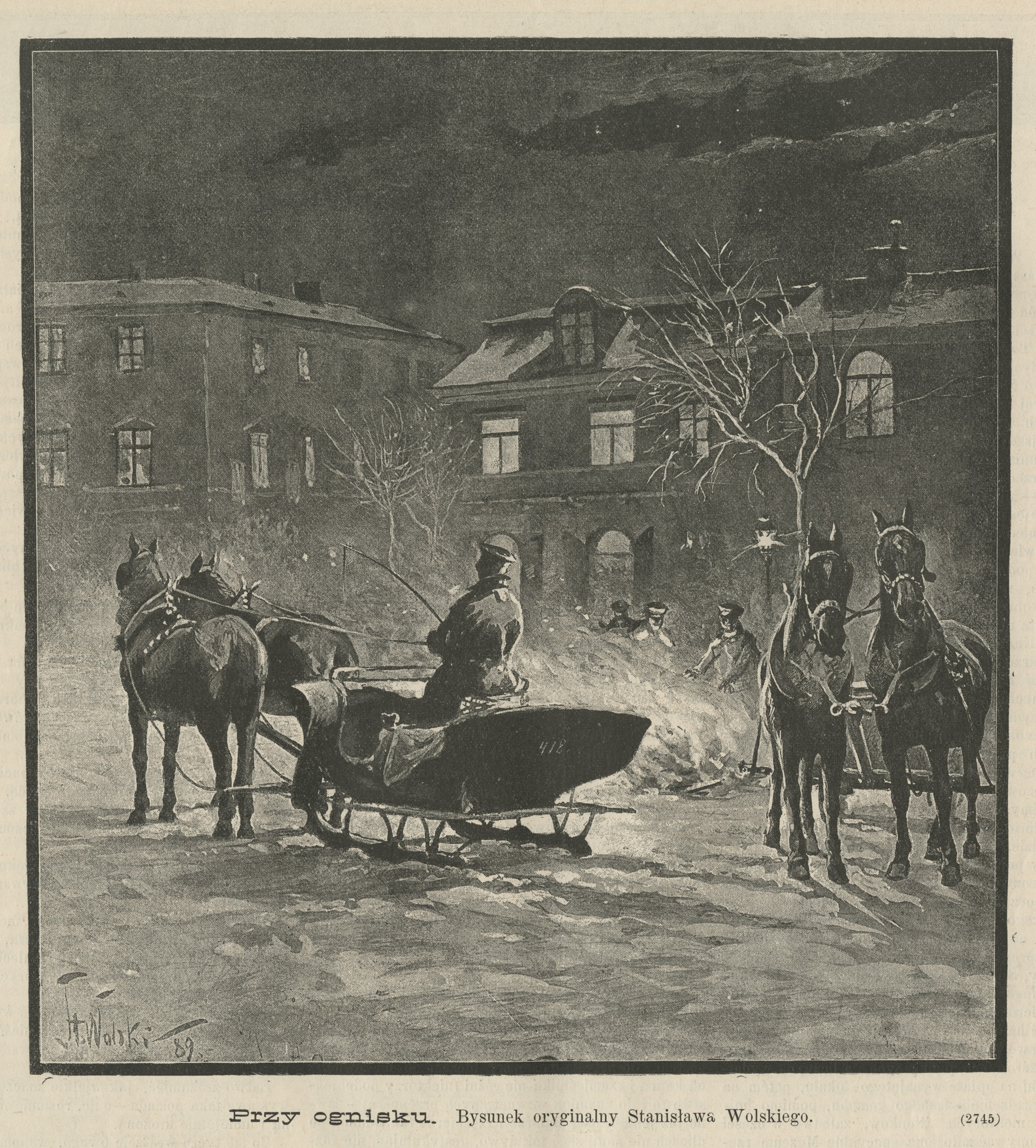
Przy ognisku. Tygodnik Illustrowany 1891 rok.
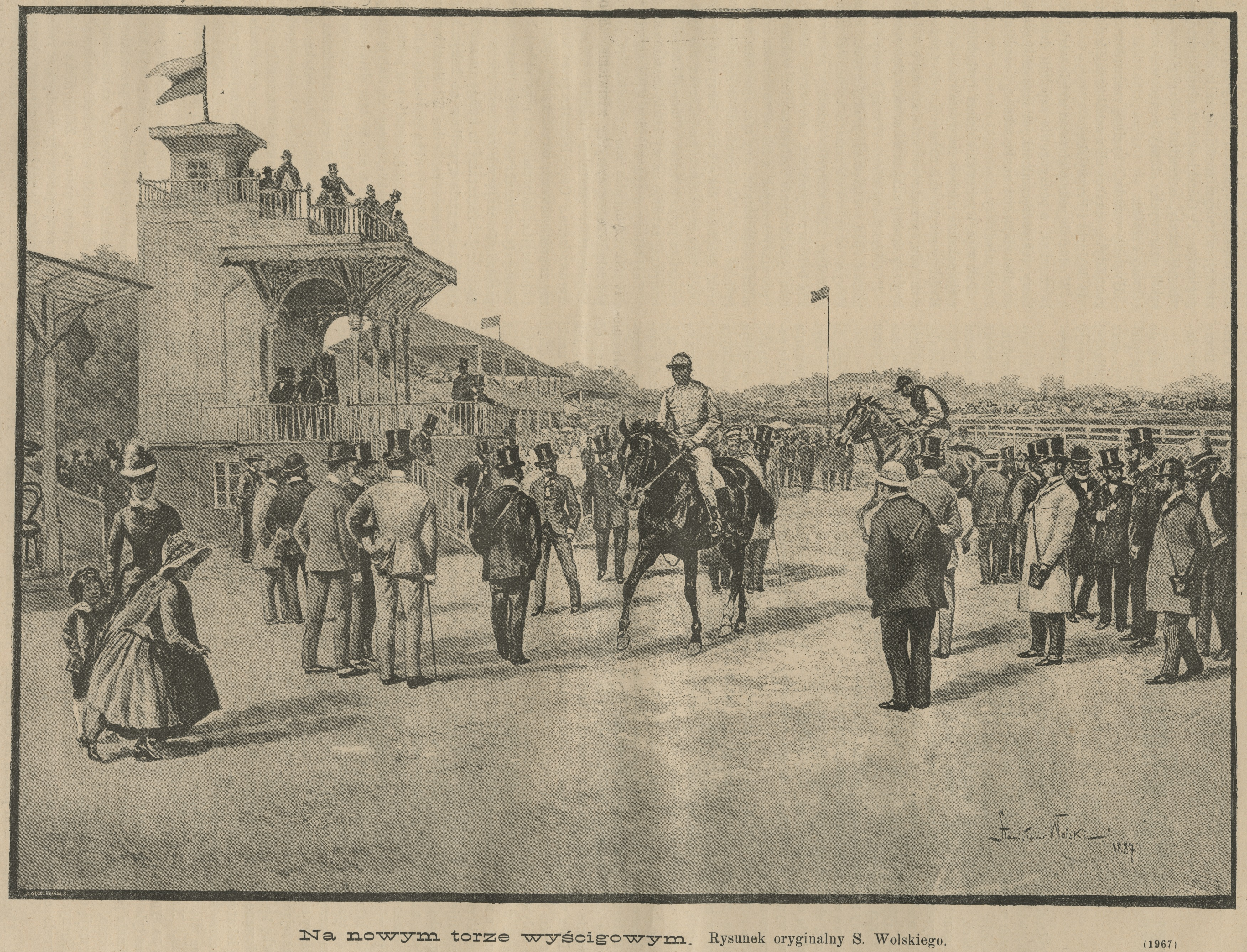
Na nowym torze wyścigowym. Tygodnik Illustrowany 1887 rok.
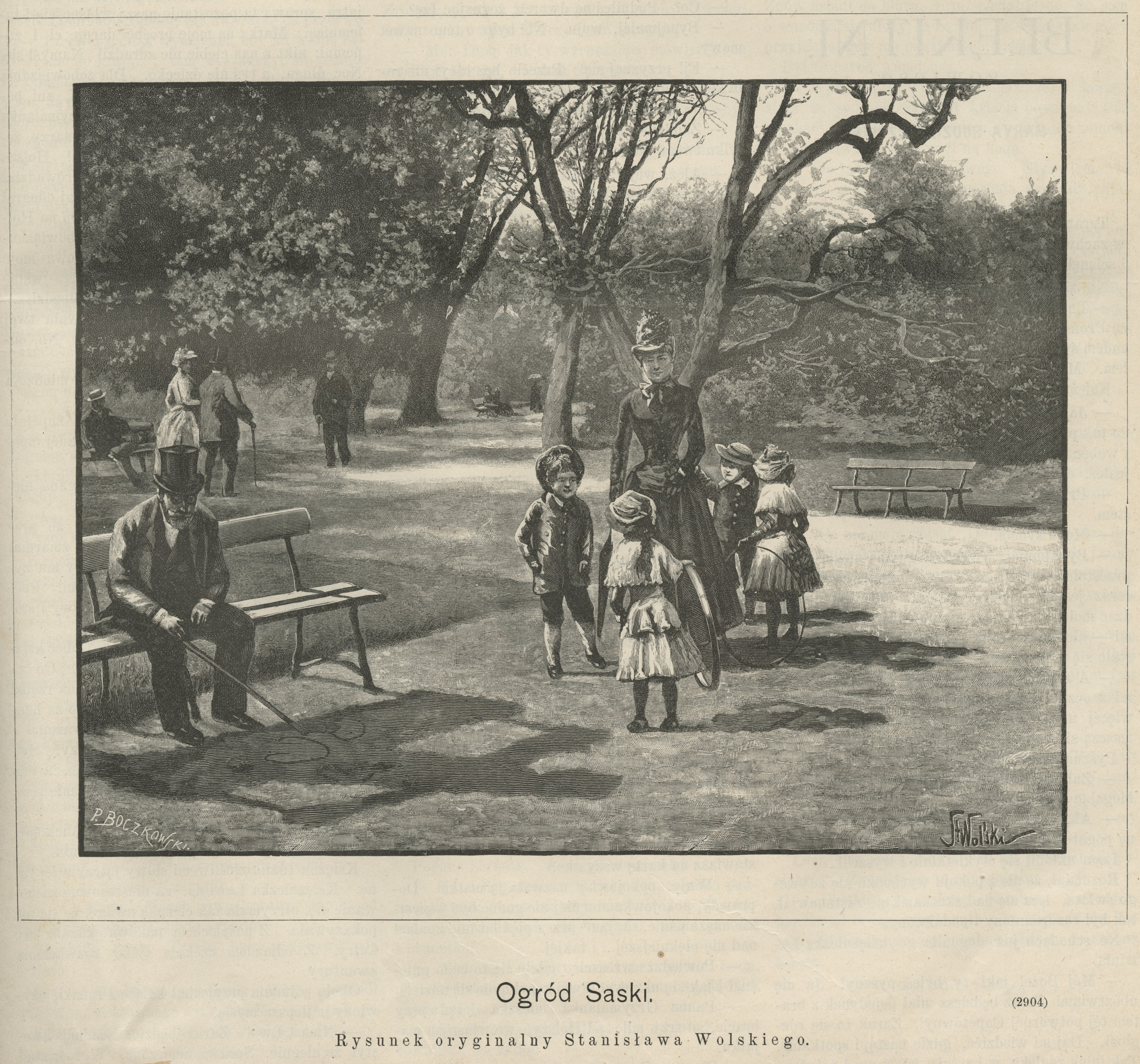
Ogród Saski. Tygodnik Illustrowany 1890 rok.